# سوئز آنویرونمان
سوئز انوایورنمان (به انگلیسی: Suez Environnement) شرکت خدمات عمومی فرانسوی است، که به‌عنوان دومین شرکت آب جهان شناخته می‌شود.
این شرکت به صورت عمده در زمینه بازیافت و تصفیه آب، نمک‌زدایی، مدیریت پسماند و توزیع آب آشامیدنی فعالیت می‌کند. 
این شرکت از زیرمجموعه‌های اسبق شرکت سوئز بود، که در تاریخ ۲۲ ژوئیه ۲۰۰۸ از این شرکت تفکیک شد و به‌عنوان یک شرکت تابعه از ژ د اف سوئز ولی با مدیریت مستقل تشکیل شد.
شرکت ژ د اف سوئز همچنان با در اختیار داشتن ۳۵ درصد از سهام سوئز انوایورنمنت بزرگترین سهام‌دار آن به‌شمار می‌آید. بخشی از سهام شرکت سوئز انوایورنمان در بازارهای بورس یورونکست پاریس و یورونکست بروکسل دادوستد می‌شود.